# Прапор Бобровицького району
Пра́пор Бобро́вицького райо́ну — офіційний символ Бобровицького району Чернігівської області, затверджений 28 грудня 2011 року рішенням сесії Бобровицької районної ради.

## Опис
Прапор являє собою прямокутне полотнище зі співвідношенням сторін 2:3, що розділене горизонтально на три частини: синю, білу і зелену (7:2:7). В центрі, на червоному хресті з білою облямівкою розміщено герб району, що виглядає як червоний щит з двома золотими шаблями зі срібними руків'ями, покладені косим хрестом. На зеленій трикутній главі золотий бобер тримає срібну галузку.